# Mademoiselle Bellerose
Nicole Gassot, född 1605, död 1679, var en fransk skådespelare. Hon var känd under artistnamnet Mademoiselle Bellerose. 
Hon var engagerad vid Hôtel de Bourgogne (teater) 1638-1660 och under denna tid teaterns stjärnattraktion och en av Paris mest omtalade skådespelerskor. 